# Mana (spelserie)
Mana, i Japan känd som Seiken Densetsu (聖剣伝説?  "Heliga svärd-legenden") är en actionrollspelsserie som utvecklas och ges ut av Square Enix. Serien skapades av Kōichi Ishii. Det första Mana-spelet var Mystic Quest som släpptes till Game Boy 1991. 12 år senare bestod serien av 5 spel, och efteråt lanserade Square Enix World of Mana-projektet som producerade 5 nya spel under ett år.

## Spel
| Titel                                                                                               | År        | Utvecklare        | Format                         |
| --------------------------------------------------------------------------------------------------- | --------- | ----------------- | ------------------------------ |
| Mystic Quest (Seiken Densetsu: Final Fantasy Gaiden i Japan, Final Fantasy Adventure i Nordamerika) | 1991 1993 | Squaresoft        | Game Boy                       |
| Secret of Mana (Seiken Densetsu 2 i Japan)                                                          | 1993 1994 | Squaresoft        | Super Nintendo                 |
| Trials of Mana (Seiken Densetsu 3 i Japan)                                                          | 1995      | Squaresoft        | Super Famicom                  |
| Legend of Mana (Seiken Densetsu: Legend of Mana i Japan)                                            | 1999 2000 | Squaresoft        | PlayStation                    |
| Sword of Mana (Shin'yaku Seiken Densetsu i Japan)                                                   | 2003 2004 | Brownie Brown     | Game Boy Advance               |
| Children of Mana (Seiken Densetsu DS: Children of Mana i Japan)                                     | 2006 2007 | Nex Entertainment | Nintendo DS                    |
| Seiken Densetsu: Friends of Mana                                                                    | 2006      | Square Enix       | Mobiltelefon                   |
| Dawn of Mana (Seiken Densetsu 4 i Japan)                                                            | 2006 2007 | Square Enix       | PlayStation 2                  |
| Heroes of Mana (Seiken Densetsu: Heroes of Mana i Japan)                                            | 2007      | Brownie Brown     | Nintendo DS                    |
| Circle of Mana                                                                                      | 2013      | Square Enix       | Android, IOS                   |
| Rise of Mana                                                                                        | 2014      | Square Enix       | Android, IOS, Playstation Vita |
| Trials of Mana                                                                                      | 2020 2021 | Square Enix       | PlayStation 4, Nintendo Switch |

### Kommande spel
I juni 2014 sade Rise of Mana-producenten Masaru Oyamada att han hade för avsikt att ge ut tidigare Mana-spel på moderna konsoler, och att i samband med Mana-seriens 25-årsjubileum år 2016 ge ut ett femte spel i huvudserien, Seiken Densetsu 5, och att han vill utveckla det till konsoler istället för mobiltelefoner som de två föregående spelen Rise of Mana och Circle of Mana.